# Makomanai Open Stadium
Makomanai – wielofunkcyjny stadion w Sapporo w Japonii. Podczas Zimowych Igrzysk Olimpijskich w 1972 odbyły się w nim ceremonie otwarcia i zamknięcia oraz zawody w łyżwiarstwie szybkim. Stadion może pomieścić 17 324 osób.

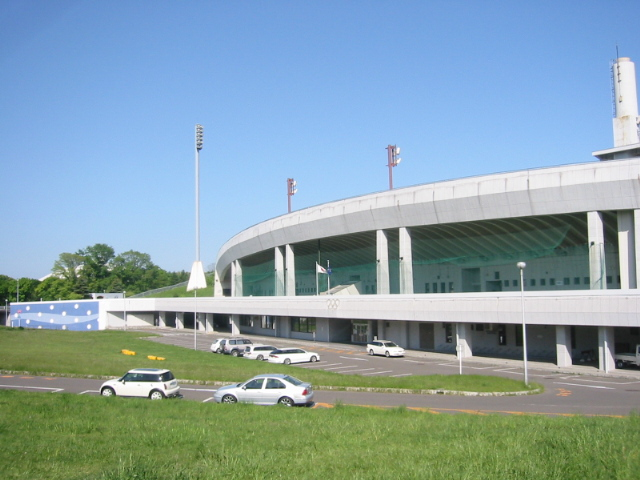
Stadion Makomanai, 2007

Od czasu igrzysk stadion jest w ciągłym użyciu – zimą do jazdy na łyżwach, lekkoatletyczny (posiada standardowy 440-metrowy tor), latem do tenisa i futsalu, a przez cały rok z salą treningową. Jest to również centrum edukacji, w którym odbywają się tańce ludowe i gimnastyka artystyczna.